# Kasza granitowa
Kasza granitowa – zwietrzelina granitowa, produkt głębokiej dezintegracji granularnej pierwotnych skał krystalicznych.
Powstaje w procesie głębokiego podpowierzchniowego wietrzenia fizycznego i chemicznego w zimnym i wilgotnym klimacie, tworząc zwietrzelinę ziarnową (agregaty rozluźnionej skały macierzystej) o dominującej frakcji żwirowej i piaszczystej oraz względnie małej zawartości części pylastych i ilastych. Dalszy rozpad skaleni i łyszczyków prowadził do powstania materiałów ilastych, w tym kaolinów.
W Polsce kasza granitowa o typowym wykształceniu występuje w Karkonoszach, Górach Izerskich, Rudawach Janowickich i Kotlinie Jeleniogórskiej, na obszarach zbudowanych z granitu karkonoskiego.